# Список серий мультсериала Sonic the Hedgehog
Sonic the Hedgehog (рус. Ёж Соник, также известен как Sonic SatAM, или просто SatAM, поскольку выходил в эфир в субботу утром (англ. Saturday AM)) — американский мультсериал, основанный на одноимённой серии видеоигр. Как и мультсериал Adventures of Sonic the Hedgehog, был создан студией DiC Entertainment в сотрудничестве с компанией Sega. Впервые транслировался на канале ABC с 18 сентября 1993 года по 3 декабря 1994 года.
Sonic the Hedgehog содержит 26 серий, объединённых в 2 сезона; третий сезон был на ранней стадии планирования, но ABC отменил сериал, предположительно, из-за упавших рейтингов или изменения направления, связанным с покупкой Disney канала ABC. Мир и персонажи этого шоу легли в основу одноимённых комиксов издательства Archie Comics, печатавшихся с 1993 по 2017 годы.
| Номер сезона | Номер сезона | Количество серий | Даты выхода           | Даты выхода          |
| Номер сезона | Номер сезона | Количество серий | Начало сезона         | Конец сезона         |
| ------------ | ------------ | ---------------- | --------------------- | -------------------- |
|              | 1            | 13               | 18 сентября 1993 года | 11 декабря 1993 года |
|              | 2            | 13               | 10 сентября 1994 года | 3 декабря 1994 года  |

## Первый сезон
| № | Название                       | Режиссёр   | Сценарист                 | Дата оригинального показа | Код серии |
| --- | ------------------------------ | ---------- | ------------------------- | ------------------------- | --------- |
| |                                |            |                           |                           |           |
| 01 | «Sonic Boom»                   | Дик Сэбаст | Лен Янсон                 | 18 сентября 1993 года     | 02        |
| Принцесса Салли во время миссии по Роботрополису находит информацию, благодаря которой становится известно, что её отец, король Максимилиан, может быть жив.                                                                           |                                |            |                           |                           |           |
| 02 | «Sonic and Sally»              | Дик Сэбаст | Пэт Элли, Бен Хёрст       | 25 сентября 1993 года     | 03        |
| Когда Салли попадает в плен, Роботник создает робота-дублёра для шпионажа и саботажа в группе Борцов за Свободу. Тейлз первый понимает, что это робот, однако Соник этому не верит.                                                    |                                |            |                           |                           |           |
| 03 | «Ultra Sonic»                  | Дик Сэбаст | Дэвид Виллайр             | 2 октября 1993 года       | 04        |
| Соник находит своего давно потерянного дядю, сэра Чарльза, который пропал после неудачной миссии в Роботрополисе. Тогда Чарльз был роботизирован, и теперь он рассказывает Сонику и Салли о последних планах Роботника.                |                                |            |                           |                           |           |
| 04 | «Sonic and the Secret Scrolls» | Дик Сэбаст | Джанис Дайамонд           | 9 октября 1993 года       | 05        |
| Команда Борцов за Свободу собираются найти магический свиток, который может содержать ключ к неограниченной власти. |                                |            |                           |                           |           |
| 05 | «Super Sonic»                  | Дик Сэбаст | Джулес Деннис             | 16 октября 1993 года      | 06        |
| Роботник ищет в компьютере архив с заклинаниями, ранее принадлежавшим древним злым волшебникам. Соник отправляется в Роботрополис, чтобы получить кристалл раньше доктора. Однако вскоре ёж лишается своей легендарной скорости.       |                                |            |                           |                           |           |
| 06 | «Sonic Racer»                  | Дик Сэбаст | Лен Янсон                 | 23 октября 1993 года      | 07        |
| Роботник проводит гонки в Роботрополисе, чтобы заманить Соника в ловушку. Другие члены команды Борцов за Свободу пользуются моментом, чтобы уничтожить генератор энергии в городе.                                                     |                                |            |                           |                           |           |
| 07 | «Harmonic Sonic»               | Дик Сэбаст | Дэвид Виллайр             | 30 октября 1993 года      | 08        |
| Роботник запускает спутника-шпиона, чтобы найти деревню Нотхол (англ. Knothole) — скрытую базу Борцов за Свободу. Соник и морж Ротор строят ракету, чтобы уничтожить спутник.                                                          |                                |            |                           |                           |           |
| 08 | «Hooked on Sonics»             | Дик Сэбаст | Рэнди Роджел              | 6 ноября 1993 года        | 09        |
| Антуан Депардье идет к Роботнику ради впечатления Салли и славы. |                                |            |                           |                           |           |
| 09 | «Sonic’s Nightmare»            | Дик Сэбаст | Фрэнк Сантопадре          | 13 ноября 1993 года       | 10        |
| Соника парализовал кошмар, олицетворяющий личный страх. Тем временем, Роботник строит машину, которая может уничтожить мир. |                                |            |                           |                           |           |
| 10 | «Warp Sonic»                   | Дик Сэбаст | Мэтт Уитц                 | 20 ноября 1993 года       | 11        |
| Борцы за Свободу находят подземный город, где живут беженцы Мобиуса. |                                |            |                           |                           |           |
| 11 | «Sub-Sonic»                    | Дик Сэбаст | Барбара Слейд             | 27 ноября 1993 года       | 12        |
| Великий Лес, где находится дом Борцов за Свободу, начинает засыхать из-за нефти, которую нашёл Роботник. Чтобы растения дальше продолжали расти, герои отправляются для поиска магической воды.                                        |                                |            |                           |                           |           |
| 12 | «Sonic Past Cool»              | Дик Сэбаст | Кайт Катч, Шерил Скарборо | 4 декабря 1993 года       | 13        |
| Борцы за Свободу помогают похожим на динозавров существам пройти по Великим джунглям, попутно борясь с машинами Роботника. |                                |            |                           |                           |           |
| 13 | «Heads or Tails»               | Джон Грасд | Лен Янсон                 | 11 декабря 1993 года      | 01        |
| Пилотный выпуск, тем не менее показанный последним в сезоне. Принцесса Салли посылает Соника в Роботрополис в поисках материалов для создания защиты от надвигающегося вторжения Роботника. Она не знает, что по пятам ежа идёт Тейлз. |                                |            |                           |                           |           |

## Второй сезон
| № | № в сезоне | Название                           | Режиссёр  | Сценарист                                                    | Дата оригинального показа | Код серии |
| --- | ---------- | ---------------------------------- | --------- | ------------------------------------------------------------ | ------------------------- | --------- |
| |            |                                    |           |                                                              |                           |           |
| 14 | 01         | «Sonic Conversion»                 | Рон Мирик | Пэт Элли, Бен Хёрст                                          | 10 сентября 1994 года     | 15        |
| С помощью де-роботизатора, Банни Раббот вернулась в прежнее состояние. Соник отправляется в Роботрополис, чтобы вернуть в нормальное состояние дядю Чака, однако это даёт временный эффект. |            |                                    |           |                                                              |                           |           |
| 15 | 02         | «Game Guy»                         | Рон Мирик | Пэт Элли, Бен Хёрст                                          | 17 сентября 1994 года     | 14        |
| Соник и Салли знакомятся с союзником Арви, который утверждает, что он тоже член группы Борцов за Свободу. Хотя Салли с подозрением отправляет Соника на миссию, он попадает в пинбол, который контролируется Роботником. |            |                                    |           |                                                              |                           |           |
| 16 | 03         | «No Brainer»                       | Рон Мирик | Пэт Элли                                                     | 24 сентября 1994 года     | 16        |
| Соник потерял свою память. Команда Борцов за Свободу решаются вернуть память ежу. |            |                                    |           |                                                              |                           |           |
| 17 | 04         | «Blast to the Past: Part 1»        | Рон Мирик | Бен Хёрст                                                    | 1 октября 1994 года       | 17        |
| Война с Роботником проходит неудачно. Единственная надежда — магические камни Времени, с помощью которого можно путешествовать в прошлое. Соник и Салли собираются отправиться в королевство Моботрополис, которое ещё не подвергнуто нападению Роботника.                                                                      |            |                                    |           |                                                              |                           |           |
| 18 | 05         | «Blast to the Past: Part 2»        | Рон Мирик | Бен Хёрст                                                    | 8 октября 1994 года       | 18        |
| В путешествии во времени не удалось остановить Роботника, так как его войска захватили Моботрополис. Кроме того, Роботник собирается роботизировать Соника и Салли в прошлом и уничтожить деревню Нотхол. Соник и Салли должны победить Роботника, так как в случае поражения не будет группы Борцов за Свободу.                |            |                                    |           |                                                              |                           |           |
| 19 | 06         | «Fed Up with Antoine/Ghost Busted» | Рон Мирик | Лен Янсон («Fed Up with Antoine»), Пэт Элли («Ghost Busted») | 15 октября 1994 года      | 19        |
| Fed Up with Antoine: Антуан назначается королём байкерской банды гиен. Он не подозревает, что банда хочет съесть его. Ghost Busted: Соник и Тейлз исследуют возможные проблемы появления ночью призраков под открытым небом. Сюжет этой серии был адаптирован в Super Special № 8 комиксов Sonic the Hedgehog от Archie Comics. |            |                                    |           |                                                              |                           |           |
| 20 | 07         | «Dulcy»                            | Рон Мирик | Пэт Элли, Бен Хёрст                                          | 22 октября 1994 года      | 20        |
| Инстинкты Далси заставляют её отправиться на место гнездования драконов. Однако там Роботник планирует поймать и роботизировать всех оставшихся драконов. |            |                                    |           |                                                              |                           |           |
| 21 | 08         | «The Void»                         | Рон Мирик | Бен Хёрст                                                    | 29 октября 1994 года      | 21        |
| Когда Салли и Банни исчезают, Соник и Николь отправляются на их поиски. Во время поисков они находят таинственного мастера Иксиса Наугуса, старого друга Арви и потерянного короля Моботрополиса. |            |                                    |           |                                                              |                           |           |
| 22 | 09         | «The Odd Couple/Ro-Becca»          | Рон Мирик | Лен Янсон («The Odd Couple»), Пэт Элли («Ro-Becca»)          | 5 ноября 1994 года        | 22        |
| The Odd Couple: Антуан вынужден делить свой дом с Соником после неудачного приземления Далси, из-за которого она разрушила жильё ежа. Ro-Becca: Антуан случайно активирует робота Ро-Бэкку над которым работал Ротор. Робот внезапно влюбляется в его.                                                                          |            |                                    |           |                                                              |                           |           |
| 23 | 10         | «Cry of the Wolf»                  | Рон Мирик | Пэт Элли                                                     | 12 ноября 1994 года       | 23        |
| Группа Борцов за Свободу Нотхола и Нации волков работают вместе, что предотвратить проект Роботника под названием «Судный день». Сюжет этой серии был адаптирован в № 113 комиксов Sonic the Hedgehog от Archie Comics. |            |                                    |           |                                                              |                           |           |
| 24 | 11         | «Drood Henge»                      | Рон Мирик | Бен Хёрст                                                    | 19 ноября 1994 года       | 24        |
| Соник и Тейлз объединились чтобы сорвать план Роботника по использованию магических камней. |            |                                    |           |                                                              |                           |           |
| 25 | 12         | «Spyhog»                           | Рон Мирик | Бен Хёрст                                                    | 26 ноября 1994 года       | 25        |
| После очередного успешного нападения на Роботрополис, Роботник начинает подозревать, что рядом есть шпион, так как Борцы за Свободу знают все его планы. Дядю Чака могут заподозрить в шпионаже из-за связей с Соником. |            |                                    |           |                                                              |                           |           |
| 26 | 13         | «The Doomsday Project»             | Рон Мирик | Бен Хёрст                                                    | 3 декабря 1994 года       | 26        |
| Проект «Судный день» начал реализоваться раньше, чем кто-либо ожидал. Борцы за Свободу готовятся к битве, понимая, что для них этот бой может быть последним. |            |                                    |           |                                                              |                           |           |